# Plamy mongolskie
Plamy mongolskie – sinoniebieskie, fioletowe lub bladoniebieskie plamy usytuowane najczęściej w dolnej części pleców i na pośladkach noworodków i dzieci. Stosunkowo rzadkie u dzieci rasy białej, bardzo częste w Azji czy Afryce.
Plamy mongolskie nie są niebezpiecznymi zmianami skórnymi. Są skutkiem nagromadzenia komórek barwnikowych – melanocytów w jednym miejscu. Zanikają samoistnie trzy do pięciu lat po narodzeniu, niemal zawsze przed pokwitaniem.

## Klasyfikacja ICD10
| kod ICD10     | nazwa choroby    |
| ------------- | ---------------- |
| ICD-10:       | Plamy mongolskie |
| ICD-10: D22.5 |                  |